# Медаља за обележавање јубиларних годишњица Војске Србије
Медаља за обележавање јубиларних годишњица војске Србије додељује Република Србија услед обележавања јубиларних годишњица. Ова војна споменица може се доделити највише три пута: једна вертикална линија – први пут додељена, две вертикалне линије – други пут и три вертикалне линије – трећи пут додељена.

## Опис медаља
Мотив на војним споменицама за обележавање јубиларних годишњица Војске Србије је стилизованиприказ грба Војске Србије, у складу са Правилом о грбу Војске Србије, војним заставама, војним ознакама и другим симболима и обележјима Војске Србије.
Медаља је израђена у боји патинираног злата, оивичена стилизованим приказом ловоровог венца.
На аверсу медаље је стилизовани приказ грба Војске Србије.
На реверсу медаље је натпис: „ЈУБИЛЕЈ ВОЈСКЕ СРБИЈЕ“.
Трака је тамноплаве боје која је од средине оивичена са обе стране жутом и црвеном бојом.
На врпцу се поставља апликација – вертикална линија у боји патинираног злата.
Ново идејно решење војне споменице за обележавање јубиларних годишњица Војске Србије дефинише се сваке наредне десете године поводом обележавања јубилеја Војске Србије.